# Nikolaj Dimitrov
Nikolaj Emilov Dimitrov (Bulgaars: Николай Емилов Димитров) (Rousse, 15 oktober 1987) is een Bulgaars betaald voetballer die bij voorkeur als vleugelspeler uitkomt.
Hij verruilde in juli 2015 Manisaspor voor Skoda Xanthi. Hij debuteerde op 6 februari 2008 in het Bulgaars voetbalelftal, in een vriendschappelijke interland tegen Noord-Ierland (0-1 winst).